# Toblong
Toblong is een bestuurslaag in het regentschap Garut van de provincie West-Java, Indonesië. Toblong telt 5112 inwoners (volkstelling 2010).